# Рекс, Саймон
Са́ймон Рекс Ка́трайт (англ. Simon Rex Cutright; род. 20 июля 1974, Сан-Франциско, Калифорния, США), наиболее известный как Са́ймон Рекс, или Dirt Nasty — американский актёр, комик, телеведущий, рэпер, музыкальный продюсер и бывший виджей. Известен благодаря фильмам «Очень страшное кино 3», «Очень страшное кино 4», «Очень страшное кино 5», «Красная ракета», а также по роли в сериале «За что тебя люблю».

## Биография
Саймон Рекс родился в городе Сан-Франциско в Калифорнии. Был единственным ребёнком в семье Пола и Зоуи Катрайт.
Начиная с 19 лет, Рекс снялся в нескольких порнографических фильмах, ориентированных на гей-аудиторию: «Young, Hard & Solo II», «Young, Hard & Solo III» и «Hot Sessions III». Сцен сексуального контакта с другими мужчинами эпизоды Саймона не содержали.
Начиная с 1995 года Рекс два года работал виджеем на канале MTV. После этой работы, а также скандала с порнографическими фильмами, получил более широкую известность.
В 1999 году Рекс получил роль в телесериале «Джек и Джилл», которое продержалось в эфире два сезона. Затем он появился в гостевых ролях в ряде шоу: «Эли», «Фелисити», «Спасатели Малибу», «Любовь вдовца» и «Вечное лето».
В 2002 году получил главную мужскую роль в ситкоме «За что тебя люблю» канала The WB, позже переименованного в theCW.
В 2006 году вышло 11 эпизодов сериала «Королевская бухта» канала Lifetime и шоу закрыли. Рекс выступил одним из продюсеров пилотного выпуска шоу «Рекс», гостями в котором были Пэрис Хилтон, Лэнс Басс и Джейми Прессли.
Наиболее заметные работы Рекса в кино включают в себя фильмы «Очень страшное кино 3», «Очень страшное кино 4», «Ну очень страшное кино», «Супергеройское кино» и «Блондинка в шоколаде», в котором у него была эротическая сцена с Пэрис Хилтон.
Музыкальная карьера Рекса началась с популярности альбома Dirt Nasty на сайтах Myspace и YouTube. Также Рекс появился в клипах Пэрис Хилтон и Кеши на песни «My New BFF» и «Tik Tok» соответственно. Вместе со своей группой Dyslexic Speedreaders в составе Мики Авалона, Андре Легаси и Бирдо участвовал в турне. Группа распалась после ухода Мики Авалона из-за конфликтов с Рексом и Легаси. Саймон поддерживает крепкие дружеские отношения с Андре и Бирдо. Кроме того, Рекс работает с Энди Милонакисом и Ричем Хиллом.
Вместе с Крисом Нотом, Самантой Ронсон и Ноэль Эшман Рекс является совладельцем частного клуба The Plumm в Нью-Йорке.

## Фильмография

### Фильмы и телесериалы
| Год  | Название                         | Оригинальное название                                    | Роль                  | Примечания           |
| ---- | -------------------------------- | -------------------------------------------------------- | --------------------- | -------------------- |
| 1996 | Спасатели Малибу                 | Baywatch                                                 | Играет самого себя    | 1 эпизод             |
| 1998 | В кадре: Криминальные сводки     | Snapped                                                  | Играет самого себя    |                      |
| 1999 | Кэти                             | Katie Joplin                                             | Тайгер Френч          |                      |
| 1999 | Фелисити                         | Felicity                                                 | Элай                  | 4 эпизода            |
| 1999 | Джек и Джилл                     | Jack & Jill                                              | Майкл «Майки» Руссо   | 32 эпизода           |
| 2000 | Ну очень страшное кино           | Shriek If You Know What I Did Last Friday the Thirteenth | Слеб О’Биф            |                      |
| 2001 | Барабанное соло                  | Drum Solo                                                | Блонди                |                      |
| 2001 | Студенческий угар                | Going Greek                                              | Томпсон               |                      |
| 2001 | Ночь вампиров                    | The Forsaken                                             | Пен                   |                      |
| 2002 | За что тебя люблю                | What I Like About You                                    | Джефф Кемпбелл        | 22 эпизода, 1 сезон  |
| 2003 | Очень страшное кино 3            | Scary Movie 3                                            | Джордж Логан          | Главная мужская роль |
| 2004 | Пёс-каратист                     | The Karate Dog                                           | Детектив Питер Фоулер |                      |
| 2004 | Вечное лето                      | Summerland                                               | Сан                   | 2 эпизода            |
| 2005 | Порезы                           | Cuts                                                     | Гаррисон              | 2 эпизода            |
| 2005 | Любовь вдовца                    | Everwood                                                 | Клифф Френтон         | 1 эпизод             |
| 2006 | Минди и Бренда                   | Mindy and Brenda                                         | Джош                  | Телевизионный фильм  |
| 2006 | Очень страшное кино 4            | Scary Movie 4                                            | Джордж Логан          | Камео                |
| 2006 | Блондинка в шоколаде             | National Lampoon’s Pledge This!                          | Дерек                 |                      |
| 2006 | Королевская бухта                | Monarch Cove                                             | Эдди Лукас            | 14 эпизодов          |
| 2006 | Вампирша                         | Rise: Blood Hunter                                       | Хэнк                  |                      |
| 2008 | Отель «Калифорния»               | Hotel California                                         | Пит                   |                      |
| 2008 | Супергеройское кино              | Superhero Movie                                          | Человек-факел         |                      |
| 2009 | 2 чувака и мечта                 | 2 Dudes & A Dream                                        |                       |                      |
| 2009 | Серебряная улица                 | Silver Street                                            | Джон                  |                      |
| 2009 | Рекс                             | Rex                                                      | Саймон                | Телевизионный фильм  |
| 2009 | Вся правда об ангелах            | The Truth About Angels                                   | Кейн Коннор           |                      |
| 2009 |                                  | Sonny Dreamweaver                                        | Хантер                |                      |
| 2010 | Чуточку одиноки в Лос-Анджелеса  | Slightly Single in L.A.                                  | Джей-Пи Киполетти     | Постпродакшн         |
| 2010 | Мальчик для забав                | Boy Toy                                                  | Клайв                 | Постпродакшн         |
| 2010 | Король улиц                      | King of the Avenue                                       | Тэз                   | Постпродакшн         |
| 2010 | Ник Свардсон временно симулирует | Nick Swardson’s Pretend Time                             | Брайан                | 1 эпизод             |
| 2012 | Проект X: Дорвались              | Project X                                                | Играет самого себя    | 1 эпизод             |
| 2013 | Очень страшное кино 5            | Scary Movie 5                                            | Дэн Сандерс           | Главная мужская роль |
| 2017 | Насыщенный                       | Bodied                                                   | Донни Нарко           |                      |
| 2021 | Красная ракета                   | Red Rocket                                               | Майк Дэвис (Сабля)    | Главная мужская роль |
| 2023 | Нежный восток                    | The Sweet East                                           | Лоуренс               |                      |
| 2023 | Ничегошеньки                     | Bupkis                                                   | Бен                   | 1 эпизод             |
| 2024 | Подай знак                       | Blink Twice                                              | Коди                  |                      |
| 2024 | Ненасытные люди                  | Greedy People                                            | Кит Крофорд           |                      |
| 2025 | Принц                            | The Prince                                               |                       |                      |
|      | Эвакуаторщик                     | Tow                                                      |                       |                      |

### Музыкальные клипы
| Год  | Название                 | Роль              | Исполнитель    |
| ---- | ------------------------ | ----------------- | -------------- |
| 2004 | She Wants to Move        | Красавчик         | N*E*R*D        |
| 2010 | Tik Tok                  | Барри             | Ke$ha          |
| 2010 | Yes                      | Комментатор       | LMFAO          |
| 2010 | I’m Sexy & I Know It     | прохожий          | LMFAO          |
| 2012 | I Can’t Dance            | Посетитель клуба  | LMFAO          |
| 2013 | Gold Rush (1849 Edition) | ’Ol Whitey Regail | Clinton Sparks |

### Участие в порно-фильмах
| Год  | Название                           | Оригинальное название | Роль | Примечания                      |
| ---- | ---------------------------------- | --------------------- | ---- | ------------------------------- |
| 1993 | Молодые, возбуждённые и одинокие 2 | Young, Hard & Solo #2 |      | Режиссёр — Бред Поузи           |
| 1993 | Молодые, возбуждённые и одинокие 3 | Young, Hard & Solo #3 | Джон | Режиссёр — Бред Поузи           |
| 1994 | Горячие сессии 3                   | Hot Sessions 3        |      | Победитель премии 97 AVN Awards |
| 2000 | Горячие сессии 11                  | Hot Sessions 11       |      | Архивные кадры                  |
| 2000 | Горячие сессии 12                  | Hot Sessions 12       |      | Архивные кадры                  |

## Дискография
| Год  | Альбом              | Лейбл               | Направление |
| ---- | ------------------- | ------------------- | ----------- |
| 2007 | Dirt Nasty          | Shoot to Kill Music | Инди        |
| 2010 | The White Album     |                     |             |
| 2010 | Nasty As I Wanna Be | Shoot to Kill Music |             |